# No Country for Old Men
No Country for Old Men is een Amerikaanse speelfilm uit 2007 van regisseurs Joel en Ethan Coen. Het is een thriller met in de hoofdrollen Tommy Lee Jones, Javier Bardem en Josh Brolin. De film werd gebaseerd op de gelijknamige roman van auteur Cormac McCarthy, die in 2007 een Pulitzer-prijs ontving voor zijn roman The Road.
De film won twee Golden Globes en werd genomineerd voor acht Oscars. No Country for Old Men won er uiteindelijk vier, die voor "beste film", "beste mannelijke bijrol" (Javier Bardem), "beste regie" (Joel en Ethan Coen) en beste "niet-oorspronkelijk scenario" (Joel en Ethan Coen). De film was daarmee de grote winnaar van de Oscaruitreiking van 2008.

## Inhoud
In 1980 wordt huurmoordenaar Anton Chigurh gearresteerd in Texas. Hij ontsnapt door de hulpsheriff te wurgen en steelt een auto door de bestuurder te doden met een grendelgeweer. Later spaart hij het leven van een eigenaar van een tankstation omdat hij een muntje opgooide.
Ondertussen jaagt Llewelyn Moss in de woestijn op gaffelbokken. Hij stuit op de nasleep van een mislukte drugsdeal en vindt verschillende dode mannen, een gewonde Mexicaanse man die smeekt om water, een pick-up vol heroïne en een aktetas met 2 miljoen dollar aan contanten. Hij neemt de aktetas mee en keert terug naar huis. Hij voelt zich schuldig en komt die nacht terug met water, maar ontdekt dat de man is vermoord. Hij kijkt omhoog naar de bergkam en ziet twee mannen met geweren die hem achtervolgen in een pick-up. Hij ontsnapt door in de Rio Grande te duiken. Nadat hij zijn weg naar huis heeft gevonden, stuurt Moss zijn vrouw, Carla Jean, naar haar moeder om daar te verblijven.
Chigurh wordt ingehuurd om het verdwenen geld terug te krijgen. Ondertussen begint Ed Tom Bell, de sheriff van Terrell County, met het onderzoeken van de mislukte drugsdeal. Chigurh doorzoekt Moss' stacaravan en gebruikt zijn grendelgeweer om het deurslot kapot te blazen. Moss neemt een taxi naar een motel in Del Rio, waar hij de aktetas verstopt in het ventilatiekanaal van zijn kamer. Chigurh volgt het signaal van een zendertje dat in de koffer verborgen zit en gaat naar Moss' motel om drie Mexicaanse gangsters te vermoorden. Moss heeft een tweede kamer gehuurd naast de kamer van de Mexicanen met toegang tot het kanaal waar het geld verstopt zit. Hij haalt de aktetas op voordat Chigurh het kanaal opent.
Moss verhuist naar een hotel in de grensplaats Eagle Pass en ontdekt het zendertje, maar Chigurh heeft hem al gevonden. Hun vuurgevecht verspreidt zich over de straten, waarbij beiden ernstig gewond raken en een vrachtwagenchauffeur om het leven komt. Moss vlucht naar Mexico en verstopt de koffer langs de Rio Grande. Chigurh maakt zijn wonden schoon en hecht ze met gestolen spullen. Carson Wells, een premiejager, bezoekt de gewonde Moss in een Mexicaans ziekenhuis en biedt bescherming tegen Chigurh in ruil voor het geld, maar Moss weigert. Chigurh overvalt Wells in zijn hotel. De telefoon rinkelt terwijl Wells smeekt voor zijn leven. Chigurh schiet hem neer en neemt de telefoon van Moss aan, waarbij hij zweert Carla Jean te vermoorden als Moss het geld niet teruggeeft.
Moss haalt de koffer uit de Rio Grande en spreekt af om Carla Jean te ontmoeten in een motel in El Paso, waar hij van plan is haar het geld te geven en haar te verbergen voor gevaar. Carla Jean's moeder onthult onbewust Moss' locatie aan een groep Mexicanen die hen achtervolgen. Bell bereikt het motel in El Paso, alleen om erachter te komen dat de Mexicanen Moss hebben vermoord. Carla Jean arriveert later en huilt wanneer Bell somber zijn hoed afzet.
Die nacht keert Bell terug naar de plaats delict en ziet dat het slot eruit geblazen is. Chigurh lijkt aan de andere kant van de deur te staan met zijn jachtgeweer in zijn hand. Bell komt aarzelend binnen en vindt de kamer leeg terug. Hij ziet dat het ventilatiekanaal van de kamer is geopend.
Bell bezoekt zijn neef Ellis en vertelt hem dat hij van plan is om met pensioen te gaan omdat hij zich overtroffen voelt door het recente geweld. Ellis probeert Bell ervan te overtuigen dat hij het lot niet kan ontlopen door te zeggen: "Je kunt niet stoppen wat er komt... Dat is ijdelheid.".
Carla Jean komt terug van de begrafenis van haar moeder en treft Chigurh aan die in haar slaapkamer wacht. Chigurh zegt dat hij zijn gelofte moet nakomen, maar biedt een muntje opgooien aan als compromis. Carla Jean weigert te tossen en zegt dat hij verantwoordelijk zal zijn voor haar lot. Chigurh controleert de zolen van zijn laarzen als hij het huis verlaat. Terwijl hij door de buurt rijdt, botst een andere auto tegen hem aan, waarbij hij zijn arm breekt. Hij vraagt een passerende jongen om een shirt om als draagdoek te gebruiken en loopt weg.
Bell is nu gepensioneerd en deelt twee dromen met zijn vrouw. In de eerste verloor hij wat geld dat zijn vader hem had gegeven. In de andere reed zijn vader langs hem heen terwijl hij door een besneeuwde bergpas reed om een kampvuur te maken.

## Rolverdeling
| Acteur           | Personage             |
| ---------------- | --------------------- |
| Tommy Lee Jones  | Ed Tom Bell           |
| Javier Bardem    | Anton Chigurh         |
| Josh Brolin      | Llewelyn Moss         |
| Woody Harrelson  | Carson Wells          |
| Kelly Macdonald  | Carla Jean Moss       |
| Garret Dillahunt | Wendell               |
| Tess Harper      | Loretta Bell          |
| Barry Corbin     | Ellis                 |
| Stephen Root     | man die Wells inhuurt |
| Rodger Boyce     | sheriff van El Paso   |
| Beth Grant       | Carla Jean's moeder   |

## Duiding
De film is een western in een modern jasje en kan door de achterliggende thema's gezien worden als een revisionistische western. Nihilisme, pessimisme, gelatenheid over de onmogelijke strijd tegen de drugshandel en het noodlot spelen een grote rol in de film. In het boek is het karakter van Anton Chigurh (de psychopaat) beter uitgewerkt en heeft hij allerlei overwegingen en reflecties hetgeen in de film nauwelijks aan bod komt. In de film is te zien hoe hij steeds het lot van mensen bepaalt door iemand die hij eigenlijk zou moeten of kunnen doden toch opeens in leven te laten of te beslissen door een muntje op te gooien. Ook benoemt hij graag dat alles wat iemand gedaan heeft in het leven er uiteindelijk toe geleid heeft dat deze oog in oog staat met het lot.

## Prijzen en nominaties
- De film won in 2008 twee Golden Globes. Daarnaast werd de film genomineerd voor acht oscars, waarvan hij er vier won.

## Trivia
- Er is een actiescène in de film die bijna identiek is aan een scène uit Miller's Crossing, een gangsterfilm van dezelfde regisseurs.
- Heath Ledger leek volgens de gebroeders Coen de geschikte persoon voor de rol van Llewelyn Moss, maar hij weigerde de rol om even niet aan acteren te hoeven denken.
- De gebroeders Coen wilden niet dat Josh Brolin auditie deed voor de rol van Moss, dus liet Brolin, die op dat moment bezig was aan de opnames van Grindhouse, zijn auditie filmen en regisseren door Robert Rodriguez en Quentin Tarantino. Brolin kreeg de rol uiteindelijk toch.